# Tommaso Ghirelli
Tommaso Ghirelli (ur. 2 sierpnia 1944 w Forlì) – włoski duchowny katolicki, biskup Imoli w latach 2002-2019.

## Życiorys
Święcenia kapłańskie otrzymał 29 czerwca 1969. Doktoryzował się z nauk politycznych na Uniwersytecie Bolońskim, uzyskał także tytuł licencjata teologii na Papieskim Wydziale Teologicznym Północnych Włoch. Inkardynowany do diecezji Modigliana, od początku pracował jednak w archidiecezji bolońskiej jako wicerektor seminarium, zaś w 1979 został wikariuszem biskupim ds. duszpasterstwa pracy. W marcu 1983 został kapłanem tejże archidiecezji. W 1986 objął urząd dyrektora Instytutu Świętej Krystyny, zaś w latach 1990-2002 był dyrektorem diecezjalnej szkoły formującej w duchu nauki społecznej Kościoła.
18 października 2002 papież Jan Paweł II mianował go ordynariuszem diecezji Imola. Sakry biskupiej udzielił mu w Bolonii 30 listopada 2002 kardynał Giacomo Biffi. 15 grudnia 2002 odbył się ingres do katedry w Imoli.
31 maja 2019 przeszedł na emeryturę.